# Ambia leucoplaca
Ambia leucoplaca is een vlinder uit de familie van de grasmotten (Crambidae). De wetenschappelijke naam van de soort is voor het eerst gepubliceerd in 1897 door Edward Meyrick.
De soort komt voor in Indonesië (Sangihe-eilanden).